# Fête de la Sainte Piété

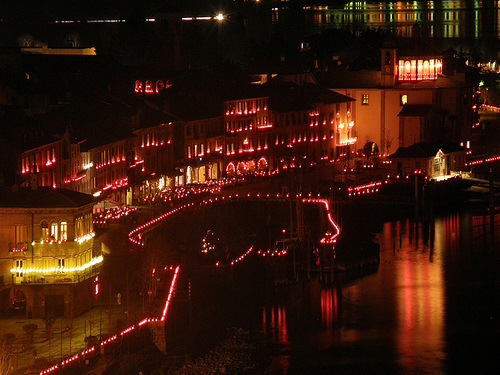
Les rues de Cannobio illuminées à l'occasion de la Fête de la Sainte Piété

La Fête de la Sainte Piété (en italien, Festa della Santissima Pietà ou Festa dei Lumineri) est une fête catholique célébrée chaque année le soir du 7 janvier à Cannobio, dans la province du Verbano-Cusio-Ossola, au Piémont, dans le nord de l'Italie.

## Le rituel
Le rituel consiste en porter en procession le reliquaire contenant une côte de Jésus (appelé la Sainte Côte) jusqu'au Sanctuaire de la Santissima Pietà. Le fidèles baisent le reliquaire lorsqu'il passe.

## La légende

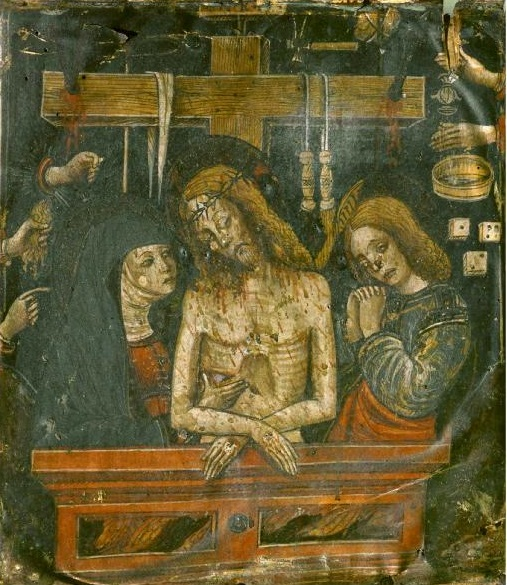
La sainte image de Cannobio

Selon la légende, les 8, 9, 10 et 28 janvier 1522 dans la taverne de Tommaso Zaccheo à Cannobio se produisirent des miracles.
Une femme de chambre, montée au premier étage pour prendre des draps propres, vit la petite peinture du Christ de douleur, représentant Jésus entre la Vierge et saint Jean, saigner. Le jour suivant une petite côte sanglante, de même proportion que le Christ de la peinture, fut trouvée sous la celle-ci,.
La sainte côte fut placée dans une coupe et transportée à l'église San Vittore, où elle est conservée dans un précieux reliquaire donné  en 1605 par Federico Borromeo, cardinal archevêque de Milan de 1595 à 1631.
La taverne fut détruite pour permettre la construction d'un majestueux sanctuaire, dont la construction fut soutenue par saint Charles Borromée. Le sanctuaire garde encore la peinture et les draps tachés de sang.

## La fête
La partie laïque de la fête consiste dans l'illumination de la ville avec des bougies. Chaque habitant met une bougie sur le rebord de la fenêtre ou sur les bateaux sur le lac.
Après la procession les fidèles mangent traditionnellement le « menu pauvre », composé des pasta e fagioli (pâtes et haricots) et de la luganega (it), une saucisse de bœuf avec de l'ail servie avec des pommes de terre bouillies et du chou.